# الأمراض المنتشرة في أمريكا الاستعمارية
مثلت الأمراض المنتشرة في أمريكا خلال الحقبة الاستعمارية -والتي أصابت المستعمرين المهاجرين الأوائل- تهديدًا خطرًا للحياة. كانت بعض هذه الأمراض حديثة الاكتشاف ولم تكن علاجاتها المتوفرة فعالة. كانت الملاريا قاتلة للكثير من الوافدين الجدد، خصوصًا في المستعمرات الجنوبية. من بين الرجال الوافدين الجدد صحيحي الجسم، توفي واحد من أربع مبشرين أنجليكانيين خلال خمس سنوات من وصولهم إلى ولايتي كارولينا. كانت الوفيات مرتفعة بشكل خاص بين الرضع والأطفال الصغار، خصوصًا بسبب الخناق والجدري والحمى الصفراء والملاريا. لجأ معظم المرضى إلى المعالجين المحليين، واستخدموا العلاجات الشعبية. بينما اعتمد الآخرون على الكهنة الأطباء والحلاقين الجراحين والصيادلة والقابلات والقساوسة. استعان عدد قليل بالأطباء المستعمرين الذي تدربوا إما في بريطانيا أو يقضون فترة التدريب في المستعمرات.
كان فصد الدم من العلاجات الشائعة. كانت هذه الوسيلة بدائية بسبب غياب المعرفة حول الإنتانات والأمراض بين ممارسي المهنة الطبية. لم تكن هناك سيطرة حكومية أو تنظيم للرعاية الصحية أو اهتمام بالصحة العامة. بحلول القرن الثامن عشر، قدم الأطباء المستعمرون -متبعين النماذج المعتمدة في إنجلترا واسكتلندا- الطب الحديث للمدن في القرن الثامن عشر، وساهموا في بعض التطوير في مجال التلقيح وعلم التشريح المرضي والتشريح والأدوية.

## الأوبئة
سُجل انتشار أوبئة لأمراض عديدة خلال فترة الاستعمار كان أبرزها الجدري. كان الملاريا أيضًا منتشرة بشكل وبائي خصوصًا في المستعمرات الجنوبية حيث كانت الإصابة بها متوقعة لدى أي شخص.

### الحمى الصفراء
كانت الحمى الصفراء مرضًا أدى إلى آلاف الوفيات، وأجبر الكثيرين على الهرب من المناطق الموبوءة. يبدأ المرض بصداع وألم في الظهر وحمى مما يجعل المصاب سقيمًا متعبًا منذ البداية، وقد حصل على اسمه بسبب اللون الأصفر الذي يصبغ الجسم، والذي يظهر في اليوم الثالث من المرض. بعد انقضاء أسبوع على الإصابة، يكون المصاب إما قد توفي أو في طريقه للشفاء. تنتقل الحمى الصفراء عن طريق البعوض، عندما تلدغ البعوضة شخصًا مصابًا تحمل عدة آلاف جرعات معدية من المرض مما يجعلها حاملة للمرض طوال حياتها إذ تنقله من شخص مصاب إلى شخص سليم.
كان الظهور الأول للحمى الصفراء في أمريكا في عام 1668 في فيلادلفيا، ثم في نيويورك وبوسطن عام 1693. أتى هذا المرض من جزر باربادوس. خلال الفترة الاستعمارية، ظهرت عدد من الأوبئة للمرض في هذه المدن بالإضافة إلى تكساس ونيوهامبشر وفلوريدا وعلى امتداد نهر المسيسيبي حتى مدينة سانت لويس في ميزوري. خلال العديد من هذه الأوبئة، تجنب السكان الذين اختاروا البقاء في المنطقة الآخرين من خلال إغلاق المنازل على أنفسهم وتجنب الأصدقاء والعمل. كانت البطالة وتوقف المشاريع عن العمل أمرًا شائعًا. وكانت معدلات الوفيات مرتفعة لدرجة أن الأشخاص اضطروا إلى العمل نهارًا وليلًا في دفن الموتى.

### الجدري
ينتج مرض الجدري عن الإصابة بفيروس الجدري وهو مرض شديد العدوى، إذ ينتشر من خلال التماس الجسدي ويصيب الأطفال والبالغين على حد سواء. كان الجدري مرضًا معديًا ومشوهًا ومميتًا في الكثير من الأحيان. كانت أوبئة هذا المرض متكررة ومدمرة.
حدثت سلسلة خطرة بشكل خاص من أوبئة الجدري في بوسطن بولاية ماساتشوستس. بين عامي 1639 و 1698، عانت بوسطن من ستة أوبئة من الجدري. في عام 1721 حدث الوباء الأكثر شدة. غادر سكان المدينة جميعًا هربًا من الوباء، ناقلين الفيروس إلى بقية المستعمرات الثلاثة عشر.
حاول المستعمرون منع انتشار الجدري من خلال العزل والتلقيح. سبب التلقيح البدائي شكلًا خفيفًا من المرض، كان جديدًا بالنسبة للبلاد وجدليًا بشكل كبير بسبب خطر العملية بحد ذاتها والتي قد تكون مميتة أو قد تنشر المرض إلى أشخاص آخرين. قدم عملية التلقيح البدائية كل من زابديل بويلستون وكوتن ميذر الذي دعا إلى حملات التلقيح خلال وباء الجدري في بوسطن عام 1721. كانت العائلات البروتستانتية الثرية المثقفة هي أكثر من استمع إلى نصيحته. جمعت كل من مدينة كامبريدج وجامعة هارفارد برامج ومخططات تلقيح واسعة بالإضافة إلى جهود للفحص وعزل المصابين. مثلت هذه الجهود نموذجًا اتبعته مستعمرات أخرى في منطقة نيو إنجلاند، والتي تبنت سياسات التمنيع والتلقيح بشكل متزايد منذ عام 1800.
قاومت ولاية كارولينا الجنوبية حملات التلقيح. إذ حث الطبيب البريطاني جيمس كيلباتريك المواطنين للمشاركة في التلقيح خلال أواسط القرن الثامن عشر، لكن فشل في إقناع القادة المحليين في المجالين السياسي والطبي.

## أمراض أخرى منتشرة في المستعمرات
بالرغم من أن الحمى الصفراء والجدري كانا المرضين اللذين أصابا أمريكا الاستعمارية وألحقا بها الضرر الأكبر، لكن الكثير من الأمراض الأخرى أصابت المنطقة خلال هذه الفترة. خلال الأيام الأولى للاستقرار الاستعماري، أحضر المهاجرون معهم أمراضًا معدية. وبعد استقدام العبيد الأفارقة، أتت أمراض طفيلية أكثر خطورة إلى أمريكا الاستعمارية.

### الملاريا
لم يكن سبب الملاريا معروفًا حتى أواخر القرن التاسع عشر، إذ نسب أطباء المستعمرات هذا المرض إلى ما دعي باسم ’الميازما’ أو الهواء الفاسد. في الواقع يحدث هذا المرض بسبب طفيلي يوجد في نوع معين من البعوض، والذي تكاثر بشكل أسرع عند حرث التربة غير المستصلحة للمرة الأولى في أراضي كارولينا من أجل زراعة الأرز. وجد الطفيلي من العبيد مستودعًا لنقل العدوى إلى البعوض. تنقل البعوضة بعد ذلك الطفيلي من العبد المصاب إلى السليم وإلى السكان البيض، مؤدية إلى التشكل السريع لمجتمعات بشرية مصابة واسعة.
انتشر المرض عبر الجنوب والشمال الغربي، وكان الوافدون الجدد من أوروبا معرضين للأشكال المميتة بشكل خاص أكثر من غيرهم، ولكن المستعمرين ما بعد الجيل الثاني (أي الذين ولد أهلهم في أمريكا) عانوا من أشكال غير مميتة من المرض، متمثلة بموسم من الحمى يستمر عدة أسابيع كل عام.

### الدودة الصنارية
سُجلت الإصابات الأولى للدودة الصنارية (المعروفة طبيًا باسم الملقوة العفجية) عام 1845 في فلوريدا و1850 في لويزيانا. يعتقد أن هذا المرض دخل إلى أمريكا الاستعمارية من نصف الكرة الأرضية الشرقي، ناتجًا عن طفيلي استوائي توزع خلال التربة الرطبة في الجنوب الغربي، من فيرجينيا إلى إلينوي وعلى امتداد خليج المكسيك وصولًا إلى تكساس. كان العبيد هم من نقل المرض ملوثين التربة التي عملوا فيها، واضعين بيوض الطفيلي في تلك التربة. بعد أن تفقس البيوض، يمكن أن يصيب الطفيلي الأشخاص القريبين من التربة التي يعيش ضمنها.

### عوز الثيامين
على عكس بعض الأمراض الأخرى، يعتبر عوز الثيامين أو داء البري بري مرضًا قابلًا للوقاية والعلاج ناتجًا عن نقص مستوى الفيتامين ب1 أو الثيامين في الجسم. لوحظ المرض للمرة الأولى عام 1642 من قبل طبيب هولندي باسم ياكوبوس بونتيوس، واسم هذا المرض يعني الضعف بلغة سنهالا. يمكن أن يظهر البري بري بشكلين: الرطب والجاف. يعاني المريض في الشكل الجاف من آلام في الأطراف، بالإضافة إلى خدر وشلل وتقفع (انكماش في العضلات) بسبب كونه شكلًا شلليًا من المرض. أما الشكل الرطب فيمكن أن يعاني المريض فيه من وذمات في الأطراف والوجه بالإضافة إلى انصباب للسوائل في المفاصل وجوف الجنب المحيط بالرئتين وجوف التامور المحيط بالقلب. يمكن أن يقود البري بري الرطب إلى الموت المفاجئ.
اكتشف صيادو نيو إنجلاند هذا المرض للمرة الأولى في أمريكا الاستعمارية في القرن التاسع عشر. يُذكر أن بعض الحالات سجلت في جيمس تاون إذ عانى بعض الأشخاص من وذمات ومفرزات غير طبيعية وحمى عالية الحرارة بالإضافة إلى الجنود في الحرب الأهلية الأمريكية الذين عانوا من أعراض داء البري بري ذاتها.